# State Center
State Center és una població dels Estats Units a l'estat d'Iowa. Segons el cens del 2000 tenia 1.349 habitants.

## Demografia
Segons el cens del 2000, State Center tenia 1.349 habitants, 559 habitatges, i 354 famílies. La densitat de població era de 537 habitants/km².
Dels 559 habitatges en un 29,9% hi vivien nens de menys de 18 anys, en un 53,8% hi vivien parelles casades, en un 5,7% dones solteres, i en un 36,5% no eren unitats familiars. En el 33,3% dels habitatges hi vivien persones soles el 18,4% de les quals corresponia a persones de 65 anys o més que vivien soles. El nombre mitjà de persones vivint en cada habitatge era de 2,35 i el nombre mitjà de persones que vivien en cada família era de 3.
Per edats la població es repartia de la següent manera: un 25,4% tenia menys de 18 anys, un 6,7% entre 18 i 24, un 27,1% entre 25 i 44, un 20,6% de 45 a 60 i un 20,2% 65 anys o més.
L'edat mediana era de 39 anys. Per cada 100 dones de 18 o més anys hi havia 86,8 homes.
La renda mediana per habitatge era de 35.766 $ i la renda mediana per família de 45.156 $. Els homes tenien una renda mediana de 33.661 $ mentre que les dones 25.156 $. La renda per capita de la població era de 17.744 $. Entorn del 5,7% de les famílies i el 8,7% de la població estaven per davall del llindar de pobresa.

## Poblacions més properes
El següent diagrama mostra les poblacions més properes.